# Статеві злочини

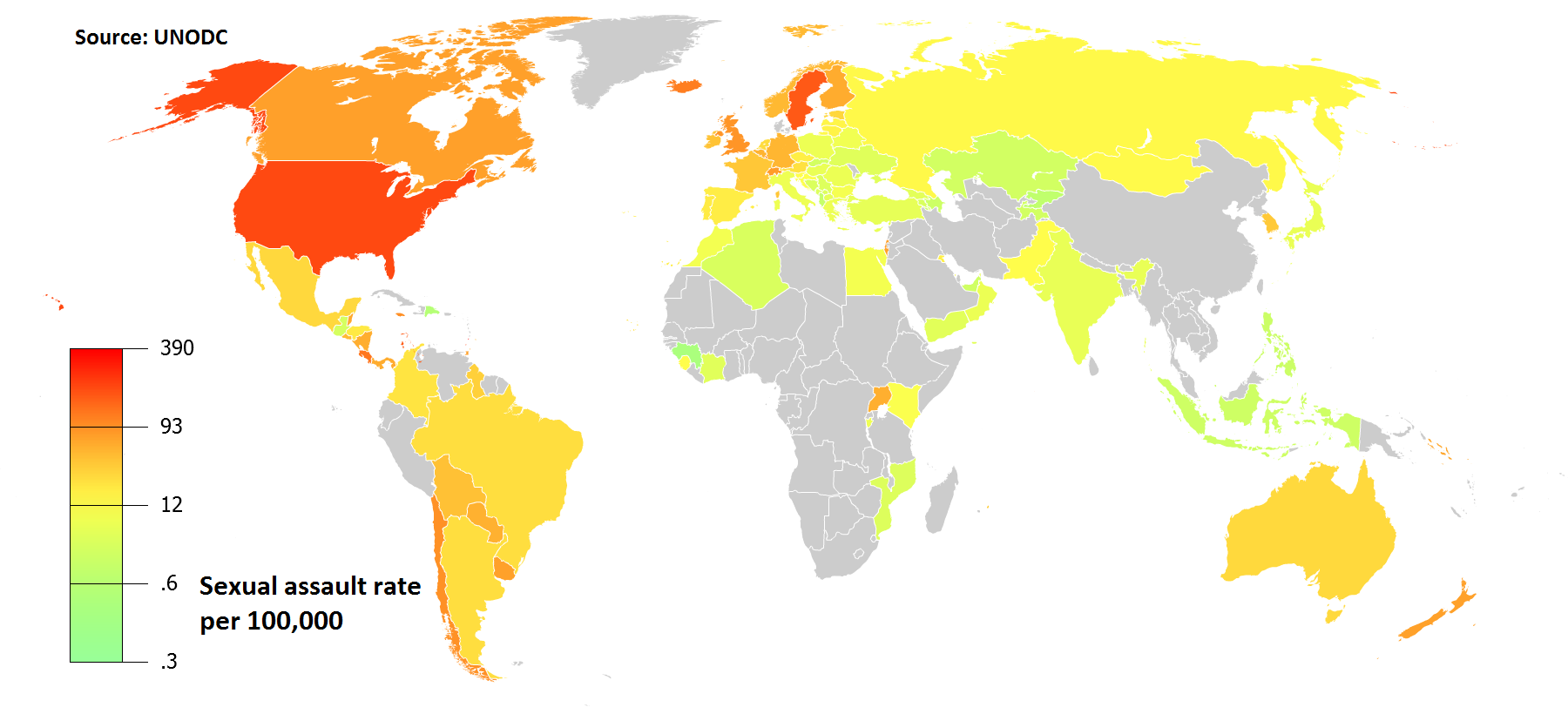
Сексуальне насильство на 100,000 осіб за 2010—2012 роки (сірий: дані не надані країною). Сексуальне насильство (тут) — Згвалтування, спроби згвалтування та сексуальні напади будь-яких форм, про котрі повідомлено. Лише 11 % сексуальних нападів оприлюднюються (опитування в 57 країнах, УНЗ ООН[1])

Законодавства щодо сексуальної активності регулюють сексуальну діяльність людини. Сексуальні закони різняться залежно від місця або юрисдикції і з часом змінюються. Незаконні статеві акти (зґвалтування) та будь-яка сексуальна взаємодія з людиною без її згоди (сексуальне домагання) називаються статевими злочинами.
Деякі закони, що стосуються сексуальної активності, покликані захистити одного(-у) або всіх учасників(-ць), тоді як інші призначені забороняти поведінку, визначену як злочин. Наприклад, закон може забороняти незахищений секс, якщо людина знає, що має захворювання, яке передається статевим шляхом; захищає неповнолітню особу; забороняє сексуальні практики без згоди на секс. Загалом закони можуть забороняти дії, які вважаються або сексуальним насильством чи зловживанням, або поведінкою, яку суспільство вважає неприйнятною та яка суперечить соціальним нормам. Сексуальне насильство ― це небажаний статевий контакт між двома або більше дорослими або двома або більше неповнолітніми та, залежно від законів щодо віку сексуальної згоди, сексуальні контакти між дорослою та неповнолітньою особою.

## Визначення
Статеві злочини ― це форми сексуальної поведінки людини, які є злочинами. Людина, що його вчинила, вважається сексуальним злочинцем. Деякі статеві злочини ― це злочини із застосуванням насильства, що стосуються сексу (зґвалтування, зловживання, домагання, ексгібіціонізм). Інші є порушеннями соціальних табу, таких як інцест чи гомосексуальність. Між культурами існує багато розбіжностей щодо того, що вважається злочином, яким чином і якою мірою це карають.
Західні країни набагато толерантніші до таких практик, як оральний секс, які в певних країнах досі вважаються злочинами, але поєднують це з меншою терпимістю до решти злочинів. На відміну від цього, багато культур із сильною релігійною традицією вважають значно ширший спектр діяльності серйозними злочинами.
Як загальне правило, закон багатьох країн часто втручається у сексуальні дії, пов'язані з дітьми молодшого віку або підлітками, які не досягли законного віку згоди, навмисне демонстрування або незаконне спостереження за сексом, секс із близькими родичами (кровозмішення), зґвалтування тварин, дії з померлими (некрофілія), а також переслідування, залякування, травмування чи напад сексуального характеру або серйозний ризик зловживання певними професійними відносинами (домагання на робочому місці). Окремо закон також регулює або контролює порнографічний або нецензурний матеріал.
Звинувачення у зґвалтуванні валідне, коли особа (особи) будь-якого віку не надає(-ють) згоди на сексуальні дії.

## Зґвалтування
- Зґвалтування — це сексуальний злочин, що полягає у вчиненні статевого акту або проникненні (вагінальному, анальному, оральному) в тіло людини геніталіями чи будь-якими іншими предметами без свідомої добровільної інформованої згоди партнерки(-ра) на ці дії. Зґвалтуванням чи розбещенням є також сексуальні дії з неповнолітніми, оскільки вони не можуть дати згоду на секс.
- Зґвалтування у шлюбі
- Сексуальне насильство в армії
- Сексуальне насильство над дітьми та розбещення
- Сексуальна наруга священників
- Сексуальне насильство проти корінних американок

## Сексуальні домагання
- Сексуальне домагання — це будь-яка форма небажаної вербальної, невербальної чи фізичної поведінки сексуального характеру, мета або наслідок якої — порушення гідності особи, зокрема шляхом створення загрозливого, ворожого, принизливого або образливого середовища. Також визначаються як дії сексуального характеру, виражені словесно або фізично, що принижують чи ображають осіб, які перебувають у певних трудових чи службових відносинах.[1]
- Сексуальні домагання на роботі
- Сексуальне зловживання

## Вік сексуальної згоди
| до 12 років 12 років 13 років 14 років | 15 років 16 років 17 років 18 років | 19 років 20 років пізніше 21 року |

Законодавче регулювання віку сексуальної згоди
----Мінімальний вік, з якого людина вважається правомочною давати згоду на сексуальний контакт з іншою особою:
до 12 років
12 років
13 років
14 років
15 років
16 років
17 років
18 років
19 років
20 років
пізніше 21 року
Після шлюбу З досягненням статевої зрілості (у дівчаток — 12 років, у хлопчиків — 13 років) Різний у різних штатах/провінціях/районах/територіях Не регулюється законодавством Відсутня інформація

Хоча фраза «вік згоди», як правило, не трапляється в законодавчих актах, коли вона використовується стосовно сексуальної діяльності, вік згоди ― це мінімальний вік, у якому особа вважається юридично компетентною для згоди на сексуальні дії. Не слід плутати з повноліттям, віком кримінальної відповідальності чи шлюбним віком.
Вік згоди варіюється залежно від юрисдикції. Медіана коливається від 16 до 18 років, але існують закони, що визначають вік від 9 до 21 року. У деяких юрисдикціях вік згоди враховує психічний або функціональний вік, так що жертви сексуальних злочинців можуть мати будь-який хронологічний вік, якщо їх ментальний вік не досягнув віку згоди.
Деякі юрисдикції повністю забороняють сексуальні дії поза законним шлюбом. Допустимий вік може також відрізнятися залежно від типу сексуального акту, статі учасників(-ць) або інших обмежень, таких як зловживання довірчим становищем. Деякі юрисдикції можуть передбачати покарання для неповнолітніх, які вступають у сексуальні стосунки між собою. Звинувачення внаслідок порушення цих законів можуть варіюватися від відносно низького рівня проступку до «встановленого законом зґвалтування» (що вважається рівнозначним зґвалтуванню як за суворістю, так і за вироком).

## Гомосексуальність
У деяких країнах секс між людьми однієї статі або між чоловіками досі є незаконним. У звіті 2013 року Міжнародна асоціація лесбійок, геїв, бісексуалів, транссексуалів та інтерсексуалів (ILGA) зазначила, що гомосексуальність все ще певною мірою криміналізована у 76 країнах з високою концентрацією цих країн на Близькому Сході, в Африці, та частині Азії. Вчені виявили, що релігія відіграє важливу роль у законодавстві, яке передбачає кримінальну відповідальність за гомосексуальність. Наприклад, країни, які є переважно мусульманськими, менш схильні декриміналізувати акти гомосексуальності, оскільки ці акти безпосередньо суперечать ісламським традиціям. Хоча кількісні дослідження не довели зв'язку між продовженням криміналізації гомосексуальності та християнством, існує багато протестантських конфесій, а також католицька церква, які виступають проти сексу між чоловіками. Хоча можна очікувати, що декриміналізація гомосексуальності підтримуватиме мобілізацію прав лесбійок та геїв, це не обов'язково так, оскільки ведуться дискусії щодо того, чи існує між цим прямий зв'язок. У законодавстві щодо гомосексуальності, як правило, немає чітких заяв на підтримку прав геїв та лесбійок, оскільки реформи, як правило, є результатом великої зміни до кримінального кодексу. Є деякі докази на підтвердження протилежного ефекту, оскільки повторна криміналізація гомосексуальності в Індії в 2013 році спричинила пожвавлення активізму за захист прав геїв.
Вивчаючи зміни у ставленні до гомосексуальності, Френк та інші (2009) виявили, що між 1945 і 2005 роками «90 % усіх модифікацій певним чином включали лібералізацію» негетеросексуальних актів. Однак за той же період вісім країн розширили свої закони щодо одностатевого сексу. Проте такі закони рідко застосовуються для покарання за секс чи стосунки, що стосуються дорослих, які відбуваються приватно. У 1970-х рр. єдиними арештами (у США), які передбачали консенсусні негетеросексуальні дії, були публічні або квазіпублічні. Хоча багато законів про одностатевий секс стосуються сексуальних актів, на відміну від сексуальної орієнтації, законодавство часто трактується так, ніби геї чи лесбійки є достатнім доказом, щоб визнати когось винним(-ою) у причетності до злочинних дій. Це призвело до того, що американські судді відмовляли батькам у піклуванні над їх дітьми, студентські групи не отримували визнання від університетів, а багато законодавців виступали проти законопроєктів про громадянські права, які включали сексуальну орієнтацію.

## Інцест
Сексуальна активність між членами сім'ї або близькими родич(к)ами часто вважається інцестом, що є незаконним у багатьох юрисдикціях, хоча те, що вважається «кровозмісними відносинами», залежить від юрисдикції і може залежати від типу сексуальної діяльності та від того, чи стосунки стосуються спорідненими, свояцькими чи інші стосунки, наприклад, усиновлення. За законом заборонена статева активність зазвичай обмежується статевим актом, хоча термінологія різниться, і яка в деяких юрисдикціях обмежується статевим актом за участю пеніса. Інцестуозна сексуальна діяльність, визначена кожною юрисдикцією, зазвичай є незаконною незалежно від згоди сторін та незалежно від їх віку. Ця заборона, як правило, поширюється і на шлюб людей у заборонених кровозмісних відносинах.

## Позашлюбний секс
Секс поза шлюбом є злочином у багатьох мусульманських країнах, таких як Саудівська Аравія, Пакистан, Афганістан, Іран, Кувейт, Мальдіви, Марокко, Оман, Мавританія, Об'єднані Арабські Емірати, Катар, Судан, та Ємен.

## Калічення вульви («жіноче обрізання»)

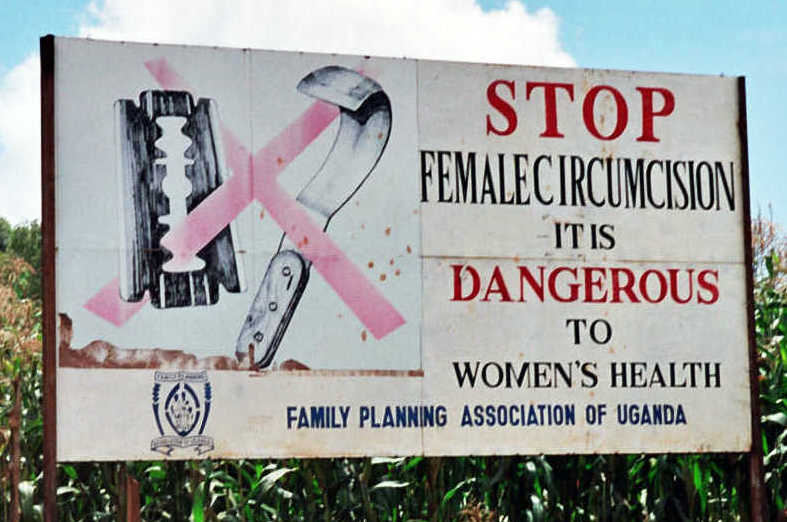
Кампанія проти обрізання в Уганді: «ЗУПИНІТЬ ОБРІЗАННЯ! ВОНО ШКОДИТЬ ЗДОРОВ'Ю ЖІНОК!»)

Звичаї та традиції є найчастішими причинами калічення жіночих статевих органів (FGM) ― це видалення, обрізання чи зашивання здорових геніталій чи їх частин жінкам та дівчатам в культурах, що увічнюють домінування чоловіків. Приблизно 125 мільйонів дівчат і жінок є жертвами обрізання у всьому світі. З практиками, які часто проводяться для здійснення контролю над сексуальною поведінкою дівчат та жінок, або як «естетичне» покращення зовнішнього вигляду їхніх геніталій. ВООЗ є однією з багатьох організацій охорони здоров'я, яка проводить боротьбу проти процедур від імені прав людини, заявляючи, що «FGM не має ніяких переваг для здоров'я і це є порушенням прав людини дівчат і жінок і відображає глибоко вкорінену нерівність між статями».
Більшість країн забороняють жіноче обрізання, у тому числі забороняють проводити процедуру для своїх громадянок та жительок, які перебувають поза межами їх юрисдикції, а Закон про кримінальну діяльність штату Нью-Йорк визначає FGM як сексуальне правопорушення.